# Marmessoidea expolita
Marmessoidea expolita är en insektsart som beskrevs av Ludwig Redtenbacher 1908. Marmessoidea expolita ingår i släktet Marmessoidea och familjen Diapheromeridae. Inga underarter finns listade i Catalogue of Life.